# Щигельский, Станислав
Станислав Щигельский (пол. Szczygielski; 1616 — 1687) — польский учёный, писатель
, бенедиктинец.
Станислав Щигельский родился в Краковской области (ныне Малопольское воеводство).
Станиславу Щигельскому были обязаны своим восстановлением школы бенедиктинского ордена; монастырские библиотеки благодаря ему обогатились дорогими книгами.
Кроме многочисленных трудов религиозного характера, Станислав Щигельский издал несколько важных сочинений, относящихся к истории бенедиктинского ордена в Польше.